# ミス・ユニバース

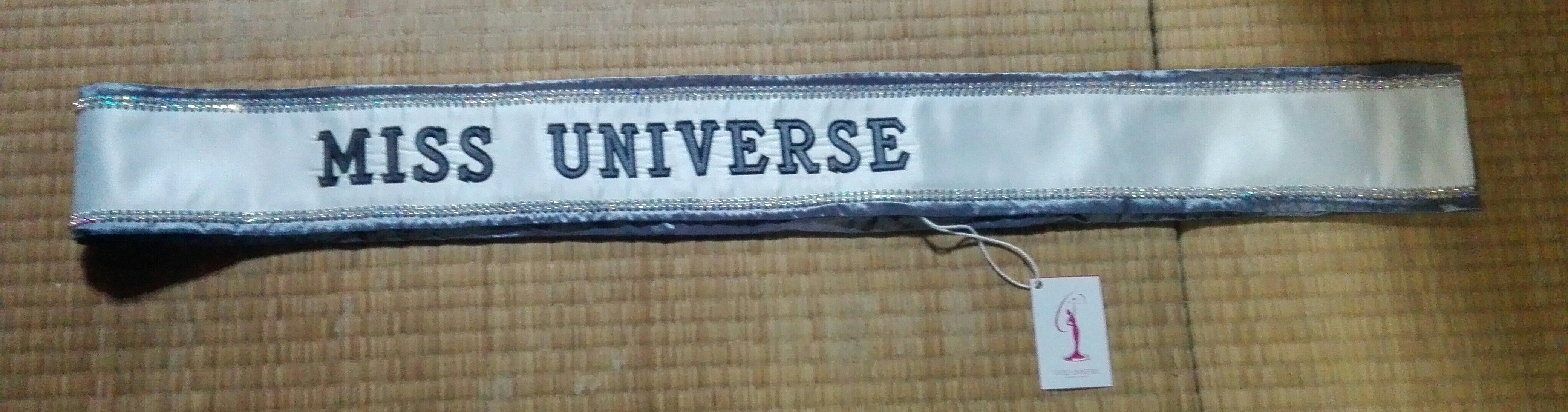
ミスユニバース世界大会グランプリ用たすき

ミス・ユニバース（英語: Miss Universe）とは、国際的なミス・コンテストである。
大会は世界各国の都市で開催され、世界の各国代表が参加して世界一の栄冠を競い合う美の祭典となっている。また、ミス・ワールド、ミス・インターナショナル、ミス・アースと合わせて世界四大ミスコンテストとも呼ばれ、世界的に知名度の高いミス・コンテストの1つである。ミス・ユニバース1959に選ばれた児島明子のスピーチにより「美のオリンピック」とも言われる。
2025年は１１月にタイで開催が決定している

## 歴史

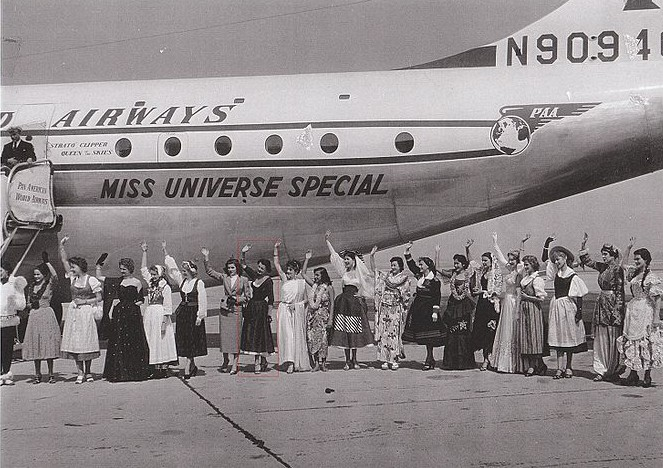
ミス・ユニバース第2回大会（1953年）

もともとは1926年から1935年までテキサス州ガルベストンで「International Pageant of Pulchritude」、別名「ミス・ユニバース」というミスコンテストが開催されていた。しかし世界大恐慌と第二次世界大戦の影響で消滅した。
1950年に開催された「ミス・アメリカ1951」の優勝者、ヨランド・フォックスが、大会スポンサーの「カタリナ」（Catalina）から提供された水着でポーズをとることを拒んだことが「ミス・ユニバース」誕生のきっかけとなった。この一件で「カタリナ」を製造しているパシフィック・ミルズ社（Pacific Mills）はミス・アメリカのスポンサーから撤退し、独自のミスコンテスト「ミスUSA」とその世界版「ミス・ユニバース」を開催した。最初のミス・ユニバースはカリフォルニア州ロングビーチで行われたミス・ユニバース1952で、フィンランド代表のアルミ・クーセラが優勝した。
決勝は1952年から1971年までは毎回アメリカ合衆国国内で、1972年はアメリカ合衆国の海外領土で開催されたが、1973年以降はアメリカ国外でも開催されるようになった。
1955年には最初のテレビ中継が始まった。1960年からCBSがミスUSAとミス・ユニバースの全米中継を行った。ミス・ユニバース社（パラマウント映画の関連会社）が保有していたが、1996年にドナルド・トランプがITT社の事業から買収し、本部もロサンゼルスからニューヨークに移転。1998年にはミス・ユニバース機構に変更。2003年以降はNBCとの合弁事業となるが、トランプの大統領選挙による不適切発言でNBCは2015年1月に開催された第63回大会を最後に撤退。トランプはNBCが保有していた50％のミス・ユニバース機構の所有権を買い取り、100％の所有者となったが、3日後にWME/IMGに売却した。トランプの関与が無くなったのを受けて、2015年12月の第64回大会はFOXで放送された。決勝は原則プライムタイムで生中継されている。また、ミス・ユニバース機構は決勝の放送権を世界各国のテレビ局に販売している。
日本からは1952年（昭和27年）以来、「ミス・ユニバース・ジャパン」の優勝者が日本代表となって大会に出場し、1953年には伊東絹子が3位で初入賞したほか、これまでに児島明子（1959年）と森理世（2007年）の二人が優勝してミス・ユニバースとなっている。また、アメリカ合衆国占領下の沖縄からは、1963年（昭和38年）から1968年（昭和43年）までの6年間、独自の「沖縄代表」が世界大会に出場していた。
日本の朝日放送は、世界大会を1967年大会から1974年大会までJNN系列で、1975年大会から1995年大会までANN系列で地上波全国ネットで録画放映していた（進行は英語のため、日本語吹き替え。日本語版の進行役ナレーターは同局アナウンサー）。しかし翌1996年からは撤退し、以降は放映していないが、1998年以降は、CS放送・ケーブルテレビなどのFOXチャンネル（日本語字幕入り）にて、世界大会の日本放映が復活している。
2002年大会から2007年までと2017年、2018年は優勝者の王冠はミキモト製を使用していたが、2008年大会はベトナムのPNJ社製のクラウンを使用した。2009年から2013年までは人工宝石会社Diamond Nexus Labs製のクラウンを使用していた。2014年から2017年1月（2016年）大会まではチェコのダイヤモンド・インターナショナル・コーポレーションのクラウンを使用していた。2019年からはMouawad社製の王冠を使用している。
2012年4月10日、ミス・ユニバース機構は規約を改正し、翌2013年大会からトランスジェンダーにも門戸を開放することを発表した。2012年のカナダ大会に出場したジェナ・タラコバが、「生まれつき女性であること」とする条件に反していたことと、その後性別適合手術を受けたのを理由に失格となったものの、同機構の代表を務めていたドナルド・トランプの意向で失格を撤回させたことが背景にある。

## 選考方法
選考基準として、単なる外見の美しさだけではなく、知性・感性・人間性・誠実さ・自信などの内面も重視される。加えて、社会に積極的に貢献したいという社会性やスピーチ力を兼ね備え、世界の各国代表と対等に交流できる国際的な女性像が求められる。
大会では、各国代表が事前審査・水着審査・イブニングドレス審査・スピーチや質疑応答といった何次かの選考（勝ち抜き方式）に臨みながら徐々に進出者数が絞られていき、最終的にミス・ユニバース世界大会優勝者が決定される。また全参加者を対象に、フォトジェニック賞やナショナル・コスチューム賞といった部門賞も決定される。
かつては地域に関係なく選考が進められていたが、2017年大会から第一次選考方法が大きく変更された。参加国を「アフリカ・アジア太平洋」「ヨーロッパ」「アメリカ（北中南米）」の3つのグループに分け、各々からまず4名ずつ通過者を選出し、更に地域を問わず4名を追加選出するシステムが採用された。
国の代表に選ばれると、副賞として多額の賞金、高級車を贈呈される。なお、ミス・ユニバース2006年世界大会で第2位となった知花くららによると、ミス・ユニバースの活動内容について「ニューヨーク市を拠点に、1年間世界各地をまわって、開発途上国などでチャリティー活動を行います。HIV撲滅のチャリティー活動がメインですね」と述べており、社会貢献活動が中心となる。

## ミス・ユニバース機構
JKNグローバル・グループが出資しているミス・ユニバース機構はニューヨークに本部を置く組織で、ミス・ユニバースを主催している。慈善奉仕活動や、各種公式行事などのプロモーション活動に出席し、世界中の慈善活動の資金提供を受ける特典及び義務を与えられるほか、記念のサッシュ（賞の名前が記されたタスキ状の布）が貸与される。
かつては本大会の米国代表選考会ミスUSAと、その妹版ミス・ティーンUSAも主催していたが、2023年8月に運営権を手放すことになった。

## 歴代のミス・ユニバース
| 年               | 旗                       | ミス・ユニバース                 | 国内タイトル                           | 国・地域             | 開催地                               | 会場                                                                   |
| ---------------- | ------------------------ | -------------------------------- | -------------------------------------- | -------------------- | ------------------------------------ | ---------------------------------------------------------------------- |
| 1952             | フィンランドの旗         | アルミ・クーセラ                 | スオミネイト                           | フィンランド         | アメリカ・ロングビーチ               | ロングビーチ市公会堂                                                   |
| 1953             | フランスの旗             | クリスティアン・マルテル         | ミス・フランス                         | フランス             | アメリカ・ロングビーチ               | ロングビーチ市公会堂                                                   |
| 1954             | アメリカ合衆国           | ミリアム・スティーブンソン       | ミスUSA                                | アメリカ             | アメリカ・ロングビーチ               | ロングビーチ市公会堂                                                   |
| 1955             | スウェーデンの旗         | ヒレヴィ・ロンビン               | ミス・スウェーデン                     | スウェーデン         | アメリカ・ロングビーチ               | ロングビーチ市公会堂                                                   |
| 1956             | アメリカ合衆国           | キャロル・モリス                 | ミスUSA                                | アメリカ             | アメリカ・ロングビーチ               | ロングビーチ市公会堂                                                   |
| 1957             | ペルーの旗               | グラディス・ツェンダー           | ミス・ペルー                           | ペルー               | アメリカ・ロングビーチ               | ロングビーチ市公会堂                                                   |
| 1958             | コロンビアの旗           | ルス・マリナ・スールアガ         | ミス・コロンビア                       | コロンビア           | アメリカ・ロングビーチ               | ロングビーチ市公会堂                                                   |
| 1959             | 日本の旗                 | 児島明子                         | ミス・ユニバース・ジャパン             | 日本                 | アメリカ・ロングビーチ               | ロングビーチ市公会堂                                                   |
| 1960             | アメリカ合衆国の旗       | リンダ・ビメント                 | ミスUSA                                | アメリカ             | アメリカ・マイアミビーチ             | マイアミビーチ市公会堂                                                 |
| 1961             | ドイツの旗               | マルレーネ・シュミット           | ミス・ジャーマニー                     | ドイツ               | アメリカ・マイアミビーチ             | マイアミビーチ市公会堂                                                 |
| 1962             | アルゼンチンの旗         | ノルマ・ノーラン                 | ベレーサ・アルゼンティーナ             | アルゼンチン         | アメリカ・マイアミビーチ             | マイアミビーチ市公会堂                                                 |
| 1963             | ブラジル                 | イエダ・マリア・バルガス         | ミス・ブラジル                         | ブラジル             | アメリカ・マイアミビーチ             | マイアミビーチ市公会堂                                                 |
| 1964             | ギリシャの旗             | コリナ・ツォペイー               | ギリシャのスター                       | ギリシャ             | アメリカ・マイアミビーチ             | マイアミビーチ市公会堂                                                 |
| 1965             | タイ王国の旗             | アプサラ・ホンサクン             | ミス・タイランド                       | タイ                 | アメリカ・マイアミビーチ             | マイアミビーチ市公会堂                                                 |
| 1966             | スウェーデンの旗         | マルガレータ・アルヴィットソン   | ミス・スウェーデン                     | スウェーデン         | アメリカ・マイアミビーチ             | マイアミビーチ市公会堂                                                 |
| 1967             | アメリカ合衆国の旗       | シルヴィア・ヒッチコック         | ミスUSA                                | アメリカ             | アメリカ・マイアミビーチ             | マイアミビーチ市公会堂                                                 |
| 1968             | ブラジル                 | マーサ・バスコンセロス           | ミス・ブラジル                         | ブラジル             | アメリカ・マイアミビーチ             | マイアミビーチ市公会堂                                                 |
| 1969             | フィリピンの旗           | グロリア・ディアス               | ミス・ユニバース・フィリピン           | フィリピン           | アメリカ・マイアミビーチ             | マイアミビーチ市公会堂                                                 |
| 1970             | プエルトリコの旗         | マリソル・マラレ                 | ミス・プエルトリコ                     | プエルトリコ         | アメリカ・マイアミビーチ             | マイアミビーチ市公会堂                                                 |
| 1971             | レバノンの旗             | ジョルジーナ・リザーク           | ミス・レバノン                         | レバノン             | アメリカ・マイアミビーチ             | マイアミビーチ市公会堂                                                 |
| 1972             | オーストラリアの旗       | ケリー・アン・ウェルズ           | ミス・ユニバース・オーストラリア       | オーストラリア       | プエルトリコ・ドラド                 | ケロマール・ビーチ・ホテル Cerromar Beach Hotel                        |
| 1973             | フィリピンの旗           | マリア・マルガリータ・モラン     | ミス・ユニバース・フィリピン           | フィリピン           | ギリシャ・アテネ                     | ヘロディス・アッティコス音楽堂                                         |
| 1974             | スペイン                 | アンパロ・ムニョス               | ミス・エスパーニャ                     | スペイン             | フィリピン・マニラ                   | 民俗芸術劇場                                                           |
| 1975             | フィンランドの旗         | アンネ＝マリー・ポータモ         | ミス・フィンランド                     | フィンランド         | エルサルバドル・サンサルバドル       | 国立体育館                                                             |
| 1976             | イスラエルの旗           | リナ・メッシンガー               | ミス・イスラエル                       | イスラエル           | 香港                                 | リー・シアター(利舞臺)                                                 |
| 1977             | トリニダード・トバゴの旗 | ハネリュ・コミシオン             | ミス・ユニバース・トリニダード・トバゴ | トリニダード・トバゴ | ドミニカ共和国・サントドミンゴ       | 国立劇場                                                               |
| 1978             | 南アフリカ共和国         | マーガレット・ガーディナー       | ミス・南アフリカ                       | 南アフリカ           | メキシコ・アカプルコ                 | アカプルコ・コンベンション・センター                                   |
| 1979             | ベネズエラ               | マリツァ・サヤレロ               | ミス・ベネズエラ                       | ベネズエラ           | オーストラリア・パース               | パース・エンターテインメント・センター                                 |
| 1980             | アメリカ合衆国の旗       | ショーン・ウェザリー             | ミスUSA                                | アメリカ             | 韓国・ソウル                         | 世宗文化会館                                                           |
| 1981             | ベネズエラ               | イレネ・サエス                   | ミス・ベネズエラ                       | ベネズエラ           | アメリカ・ニューヨーク               | ミンスコフ劇場                                                         |
| 1982             | カナダの旗               | カレン・ダイアン・ボールドウィン | ミス・ユニバース・カナダ               | カナダ               | ペルー・リマ                         | アマウタ・コロシアム                                                   |
| 1983             | ニュージーランドの旗     | ロレーン・ダウンズ               | ミス・ユニバース・ニュージーランド     | ニュージーランド     | アメリカ・セントルイス               | キール・オーディトリアム                                               |
| 1984             | スウェーデンの旗         | イボンヌ・ライディング           | ミス・スウェーデン                     | スウェーデン         | アメリカ・マイアミ                   | ジェームズ・L・ナイト・センター・マイアミ                              |
| 1985             | プエルトリコの旗         | デボラ・カーシー＝デュー         | ミス・プエルトリコ                     | プエルトリコ         | アメリカ・マイアミ                   | ジェームズ・L・ナイト・センター・マイアミ                              |
| 1986             | ベネズエラ               | バーバラ・パラシオス             | ミス・ベネズエラ                       | ベネズエラ           | パナマ・パナマシティ                 | アトラパ・コンベンション・センター                                     |
| 1987             | チリの旗                 | セシリア・ボロッコ               | ミス・ユニバース・チリ                 | チリ                 | シンガポール                         | ワールド・トレード・センター                                           |
| 1988             | タイ王国の旗             | ポーンティップ・ナキランカノーク | ミス・タイランド                       | タイ                 | 台湾・台北                           | 國立體育大學綜合體育館(林口體育館)                                     |
| 1989             | オランダの旗             | アンヘラ・フィッサー             | ミス・ユニバース・ネーデルラント       | オランダ             | メキシコ・カンクン                   | ホテル・フィエスタ・アメリカーナ・コンデサ                             |
| 1990             | ノルウェーの旗           | モナ・グルート                   | ミス・ノルウェー                       | ノルウェー           | アメリカ・ロサンゼルス               | シューバート・シアター                                                 |
| 1991             | メキシコの旗             | ルピタ・ジョーンズ               | ミス・メキシコ                         | メキシコ             | アメリカ・ラスベガス                 | アラジン                                                               |
| 1992             | ナミビアの旗             | ミシェル・マクレーン             | ミス・ナミビア                         | ナミビア             | タイ・バンコク                       | クイーン・シリキット・ナショナル・コンベンション・センター             |
| 1993             | プエルトリコの旗         | ダヤナラ・トレス                 | ミス・プエルトリコ                     | プエルトリコ         | メキシコ・メキシコシティ             | ナショナル・オーディトリアム                                           |
| 1994             | インドの旗               | スシュミタ・セーン               | フェミナ・ミス・インディア             | インド               | フィリピン・パサイ                   | フィリピン国際コンベンションセンター                                   |
| 1995             | アメリカ合衆国の旗       | チェルシー・スミス               | ミスUSA                                | アメリカ             | ナミビア・ウィントフック             | ウィントフック・カントリー・クラブ                                     |
| 1996             | ベネズエラ               | アリシア・マチャド               | ミス・ベネズエラ                       | ベネズエラ           | アメリカ・ラスベガス                 | アラジン                                                               |
| 1997             | アメリカ合衆国の旗       | ブルック・マヘアラニ・リー       | ミスUSA                                | アメリカ             | アメリカ・マイアミビーチ             | マイアミビーチ・コンベンションセンター                                 |
| 1998             | トリニダード・トバゴの旗 | ウェンディ・フィッツウィリアム   | ミス・ユニバース・トリニダード・トバゴ | トリニダード・トバゴ | アメリカ・ホノルル                   | スタン・シェリフ・センター                                             |
| 1999             | ボツワナの旗             | ムプル・クェラゴベ               | ミス・ユニバース・ボツワナ             | ボツワナ             | トリニダード・トバゴ・チャグアラマス | チャグアラマス・コンベンション・センター Chaguaramas Convention Centre |
| 2000             | インドの旗               | ララ・ダッタ                     | フェミナ・ミス・インディア             | インド               | キプロス・ニコシア                   | エレフセリア体育館                                                     |
| 2001             | プエルトリコの旗         | デニス・キニョーネス             | ミス・ユニバース・プエルトリコ         | プエルトリコ         | プエルトリコ・バヤモン               | ルーベン・ロドリゲス競技場                                             |
| 2002             | ロシアの旗               | オクサーナ・フョードロワ (剥奪)  | ミス・ロシア                           | ロシア               | プエルトリコ・サンフアン             | ロベルト・クレメンテ・コロシアム                                       |
| 2002             | パナマの旗               | ジャスティーン・パセク           | ミス・パナマ                           | パナマ               | プエルトリコ・サンフアン             | ロベルト・クレメンテ・コロシアム                                       |
| 2003             | ドミニカ共和国の旗       | アメリア・ベガ                   | ミス・ドミニカ共和国                   | ドミニカ共和国       | パナマ・パナマシティ                 | フィガリ・コンベンション・センター                                     |
| 2004             | オーストラリアの旗       | ジェニファー・ホーキンス         | ミス・ユニバース・オーストラリア       | オーストラリア       | エクアドル・キト                     | 南半球エクスポ・コンベンション・センター                               |
| 2005             | カナダの旗               | ナタリー・グレボヴァ             | ミス・ユニバース・カナダ               | カナダ               | タイ・ノンタブリー県                 | インパクト・アリーナ                                                   |
| 2006             | プエルトリコの旗         | スレイカ・リベラ                 | ミス・ユニバース・プエルトリコ         | プエルトリコ         | アメリカ・ロサンゼルス               | シュライン・オーディトリアム                                           |
| 2007             | 日本の旗                 | 森理世                           | ミス・ユニバース・ジャパン             | 日本                 | メキシコ・メキシコシティ             | ナショナル・オーディトリアム                                           |
| 2008             | ベネズエラの旗           | ダイアナ・メンドーサ             | ミス・ベネズエラ                       | ベネズエラ           | ベトナム・ニャチャン                 | クラウン・コンベンション・センター                                     |
| 2009             | ベネズエラの旗           | ステファニア・フェルナンデス     | ミス・ベネズエラ                       | ベネズエラ           | バハマ・ナッソー                     | アトランティス・パラダイス・アイランド                                 |
| 2010             | メキシコの旗             | ヒメナ・ナバレッテ               | 我らが美女メキシコ                     | メキシコ             | アメリカ・ラスベガス                 | マンダレイ・ベイ・イベント・センター                                   |
| 2011             | アンゴラの旗             | レイラ・ロペス                   | ミス・アンゴラ                         | アンゴラ             | ブラジル・サンパウロ                 | クレディカード・ホール                                                 |
| 2012             | アメリカ合衆国の旗       | オリビア・カルポ                 | ミスUSA                                | アメリカ             | アメリカ・ラスベガス                 | プラネット・ハリウッド・リゾート・アンド・カジノ                       |
| 2013             | ベネズエラの旗           | マリア・ガブリエラ・イスレル     | ミス・ベネズエラ                       | ベネスエラ           | ロシア・モスクワ州クラスノゴルスク   | クロッカス・シティ・ホール                                             |
| 2014 (2015年1月) | コロンビアの旗           | パウリナ・ベガ                   | ミス・コロンビア                       | コロンビア           | アメリカ・マイアミ                   | フロリダ国際大学                                                       |
| 2015             | フィリピンの旗           | ピア・アロンゾ・ウォルツバック   | ミス・ユニバース・フィリピン           | フィリピン           | アメリカ・ラスベガス                 | プラネット・ハリウッド・リゾート・アンド・カジノ                       |
| 2016 (2017年1月) | フランスの旗             | イリス・ミトゥネール             | ミス・フランス                         | フランス             | フィリピン・パサイ                   | モール・オブ・アジア・アリーナ                                         |
| 2017             | 南アフリカ共和国の旗     | デミ＝リー・ネル＝ピーターズ     | ミス・南アフリカ                       | 南アフリカ           | アメリカ・ラスベガス                 | プラネット・ハリウッド・リゾート・アンド・カジノ                       |
| 2018             | フィリピンの旗           | カトリオナ・グレイ               | ミス・ユニバース・フィリピン           | フィリピン           | タイ・ノンタブリー県                 | インパクト・アリーナ                                                   |
| 2019             | 南アフリカ共和国の旗     | ゾジビニ・ツンジ                 | ミス・南アフリカ                       | 南アフリカ           | アメリカ・アトランタ                 | タイラー・ペリー・スタジオ                                             |
| 2020 (2021年5月) | メキシコの旗             | アンドレア・メサ                 | 我らが美女メキシコ                     | メキシコ             | アメリカ・ハリウッド                 | セミノール・ハード・ロック・ホテル・アンド・カジノ                     |
| 2021             | インドの旗               | ハルナーズ・カウル・サンドゥ     | フェミナ・ミス・インディア             | インド               | イスラエル・エイラート               | ユニバース・ドーム                                                     |
| 2022 (2023年1月) | アメリカ合衆国の旗       | ロボニー・ガブリエル             | ミスUSA                                | アメリカ             | アメリカ・ニューオーリンズ           | ニューオーリンズ・モリアル・コンベンション・センター                   |
| 2023(11月)       | ニカラグアの旗           | シェイニス・パラシオス           | ミス・ニカラグア                       | ニカラグア           | エルサルバドル・サンサルバドル       | 国立体育館                                                             |
| 2024             | デンマークの旗           | ヴィクトリア・ケア・テイルヴィヒ | ミス・デンマーク                       | デンマーク           | メヒコ・メキシコシティ               | アレナCDMX                                                             |

### 近年のミス・ユニバース

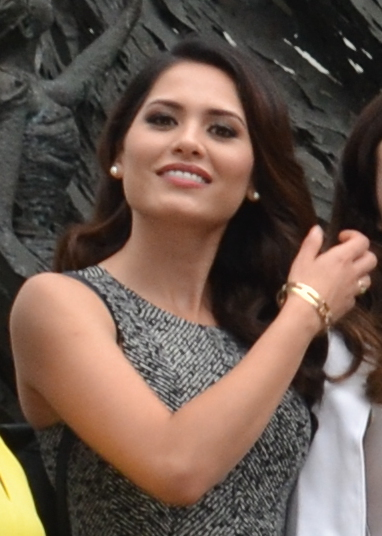
アンドレア・メサ（ミス・ユニバース 2020）
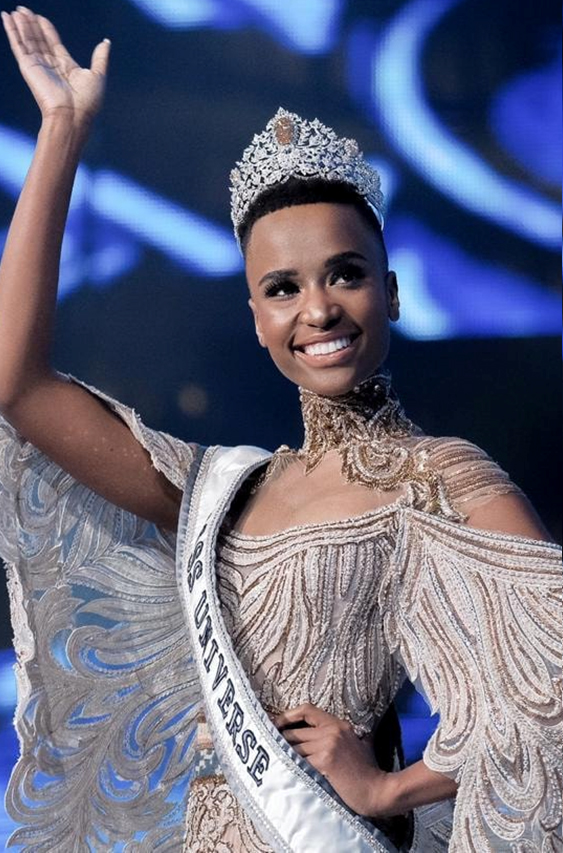
ゾジビニ・ツンジ（ミス・ユニバース 2019）
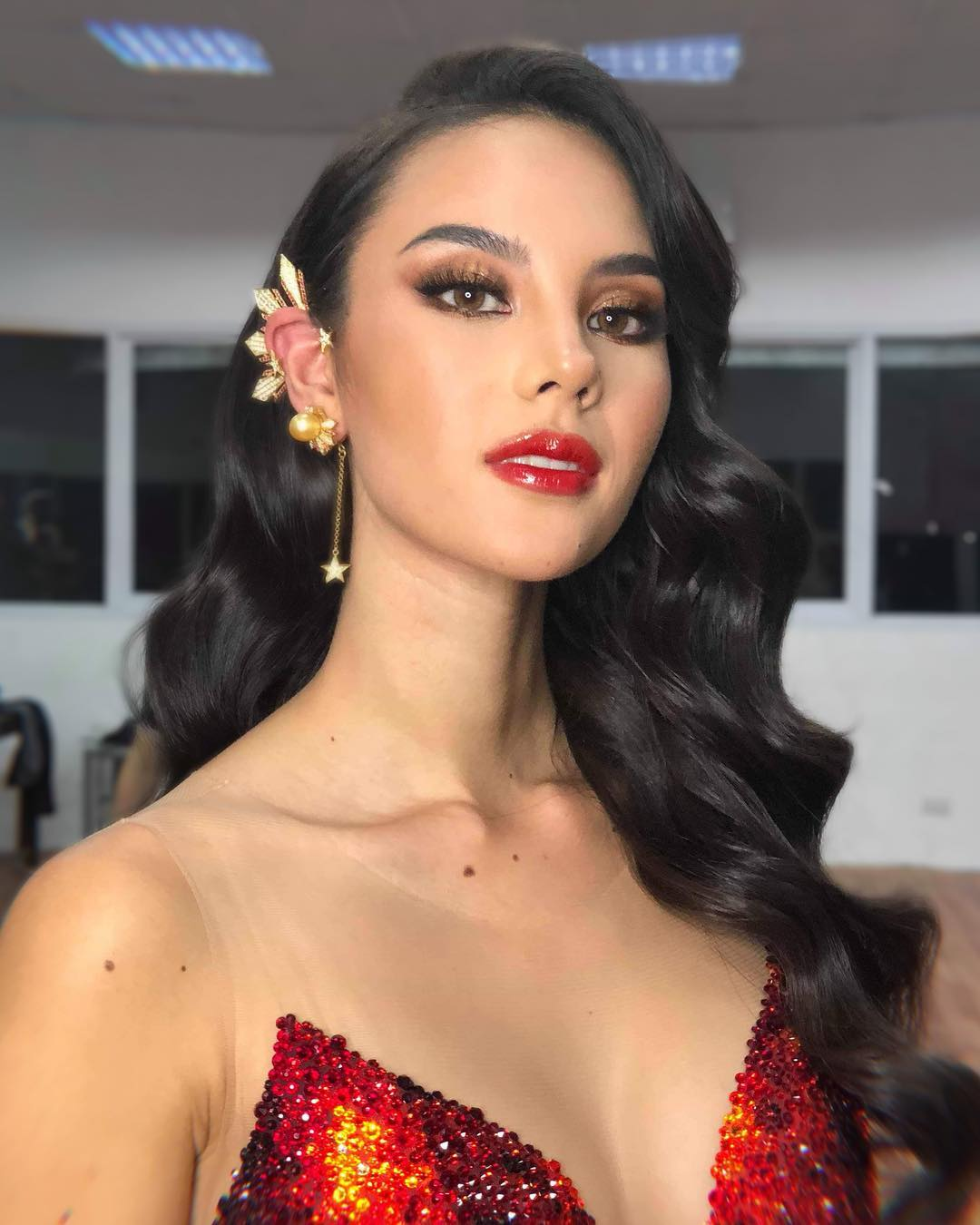
カトリオナ・グレイ（ミス・ユニバース 2018）
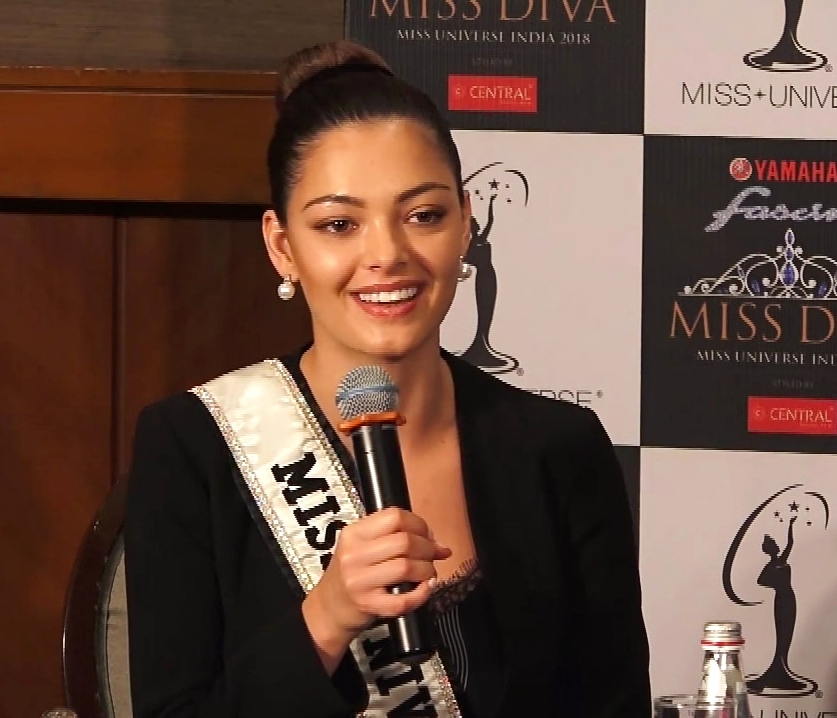
デミ＝リー・ネル＝ピーターズ（ミス・ユニバース 2017）
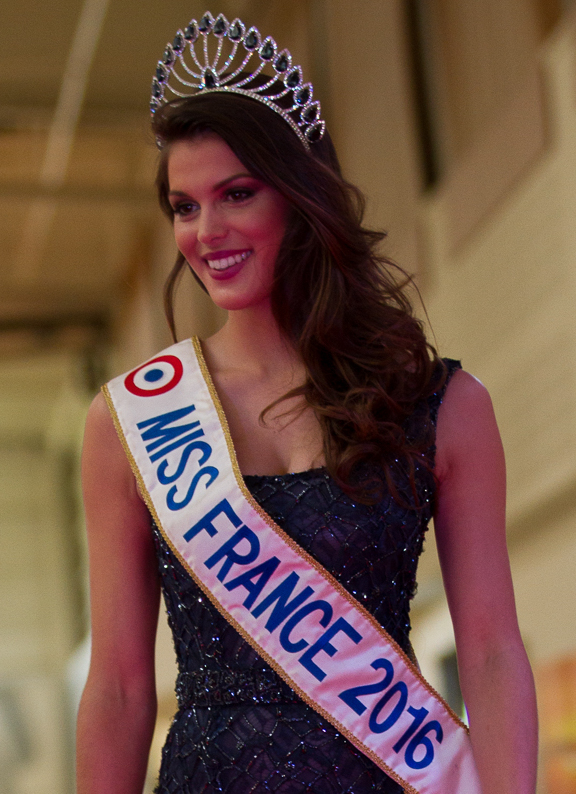
イリス・ミトゥネール（ミス・ユニバース 2016）
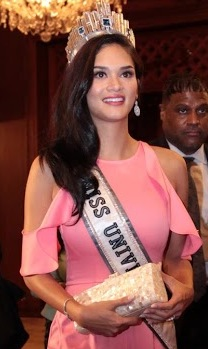
ピア・アロンゾ・ウォルツバック（ミス・ユニバース 2015）
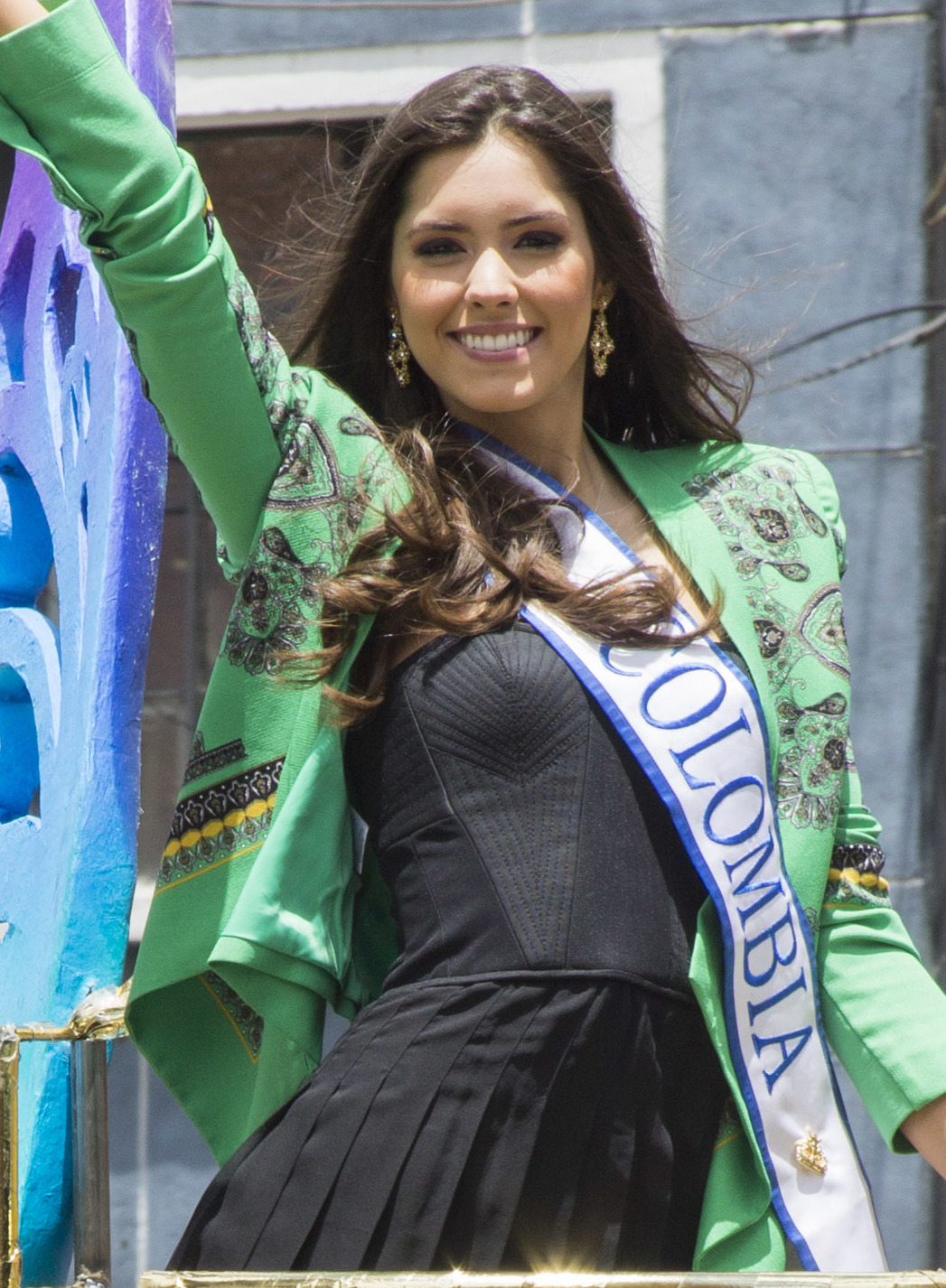
パウリナ・ベガ（ミス・ユニバース 2014）
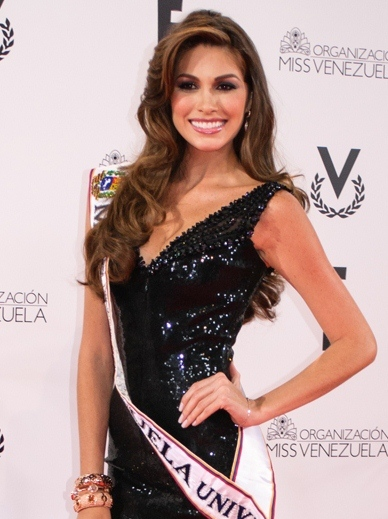
マリア・ガブリエラ・イスレル（ミス・ユニバース 2013）
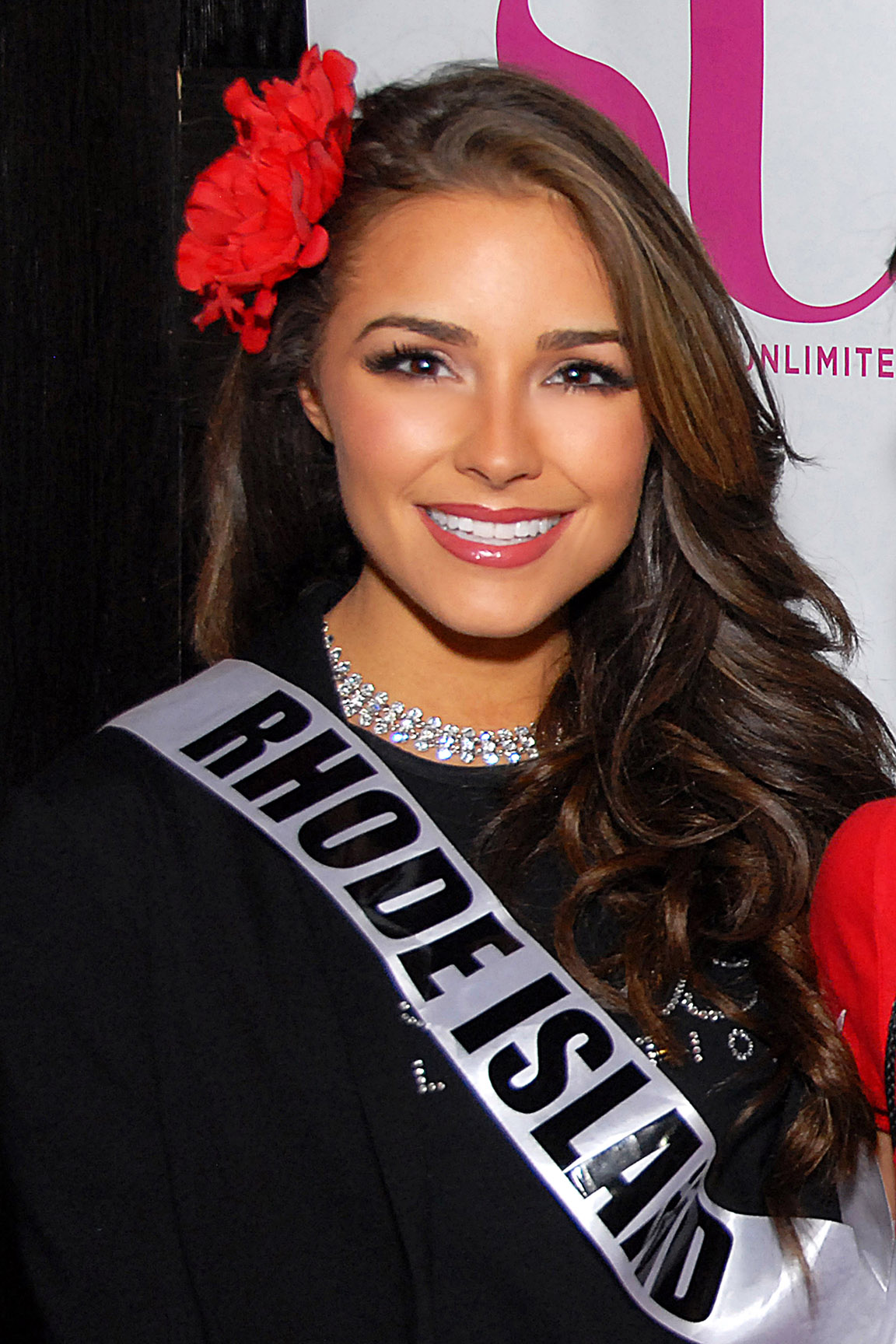
オリビア・カルポ（ミス・ユニバース 2012）
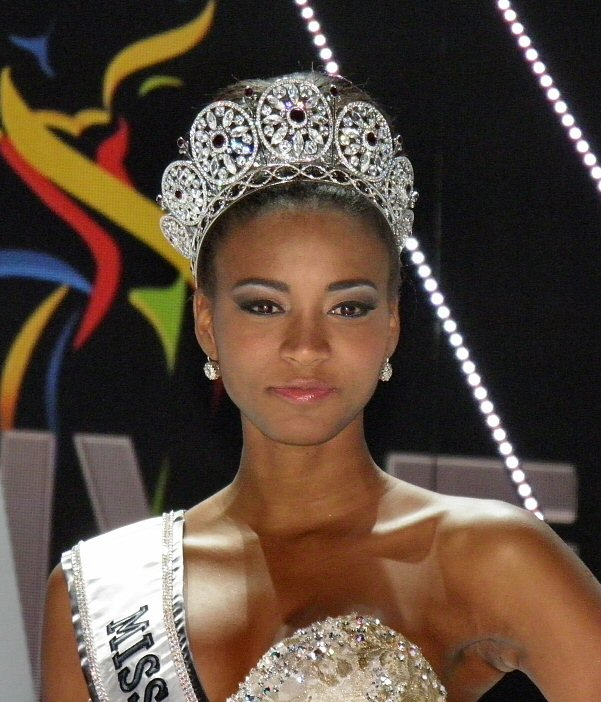
レイラ・ロペス（ミス・ユニバース 2011）
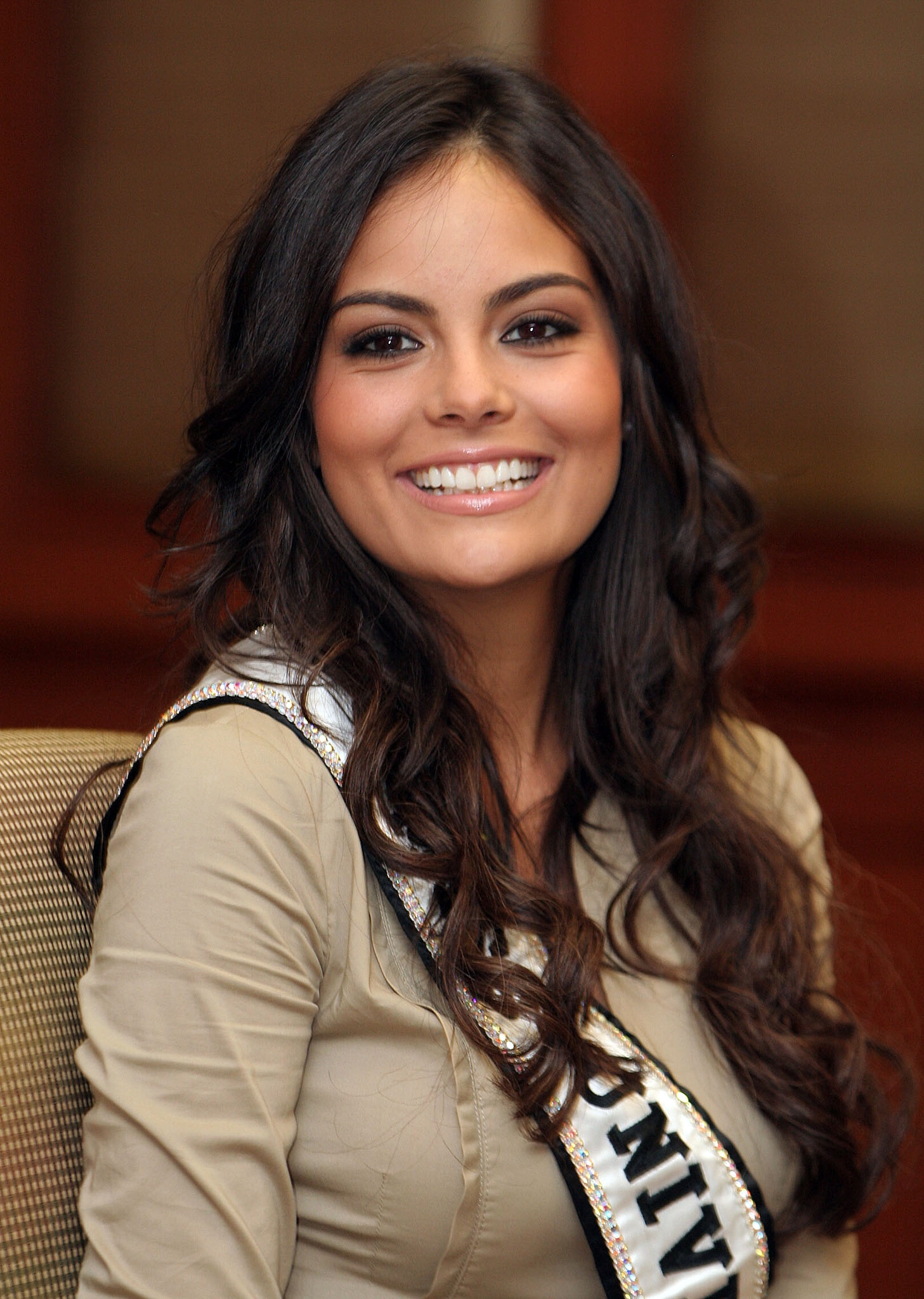
ヒメナ・ナバレッテ（ミス・ユニバース 2010）
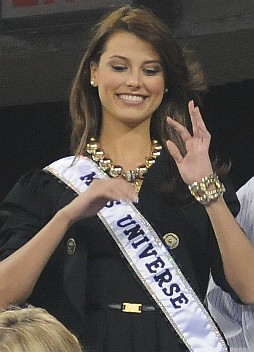
ステファニア・フェルナンデス（ミス・ユニバース 2009）
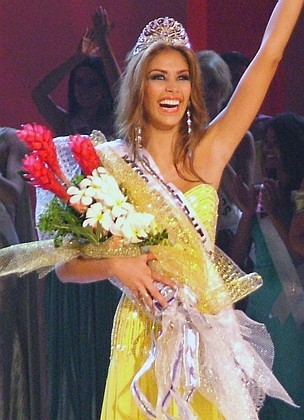
ダイアナ・メンドーサ（ミス・ユニバース 2008）

### 優勝者出身国一覧
2024年現在
| 国                   | 優勝回数 | 優勝年                                               |
| -------------------- | -------- | ---------------------------------------------------- |
| アメリカ合衆国       | 9        | 1954, 1956, 1960, 1967, 1980, 1995, 1997, 2012, 2022 |
| ベネズエラ           | 7        | 1979, 1981, 1986, 1996, 2008, 2009, 2013             |
| プエルトリコ         | 5        | 1970, 1985, 1993, 2001, 2006                         |
| フィリピン           | 4        | 1969, 1973, 2015, 2018                               |
| スウェーデン         | 3        | 1955, 1966, 1984                                     |
| 南アフリカ共和国     | 3        | 1978, 2017, 2019                                     |
| メキシコ             | 3        | 1991, 2010, 2020                                     |
| インド               | 3        | 1994, 2000, 2021                                     |
| コロンビア           | 2        | 1958, 2014                                           |
| 日本                 | 2        | 1959, 2007                                           |
| カナダ               | 2        | 1982, 2005                                           |
| オーストラリア       | 2        | 1972, 2004                                           |
| トリニダード・トバゴ | 2        | 1977, 1998                                           |
| タイ                 | 2        | 1965, 1988                                           |
| フィンランド         | 2        | 1952, 1975                                           |
| ブラジル             | 2        | 1963, 1968                                           |
| フランス             | 2        | 1953, 2016                                           |
| ドミニカ共和国       | 1        | 2003                                                 |
| パナマ               | 1        | 2002                                                 |
| ボツワナ             | 1        | 1999                                                 |
| ナミビア             | 1        | 1992                                                 |
| ノルウェー           | 1        | 1990                                                 |
| オランダ             | 1        | 1989                                                 |
| チリ                 | 1        | 1987                                                 |
| ニュージーランド     | 1        | 1983                                                 |
| イスラエル           | 1        | 1976                                                 |
| スペイン             | 1        | 1974                                                 |
| レバノン             | 1        | 1971                                                 |
| ギリシャ             | 1        | 1964                                                 |
| アルゼンチン         | 1        | 1962                                                 |
| ドイツ               | 1        | 1961                                                 |
| ペルー               | 1        | 1957                                                 |
| アンゴラ             | 1        | 2011                                                 |
| ニカラグア           | 1        | 2023                                                 |
| デンマーク           | 1        | 2024                                                 |

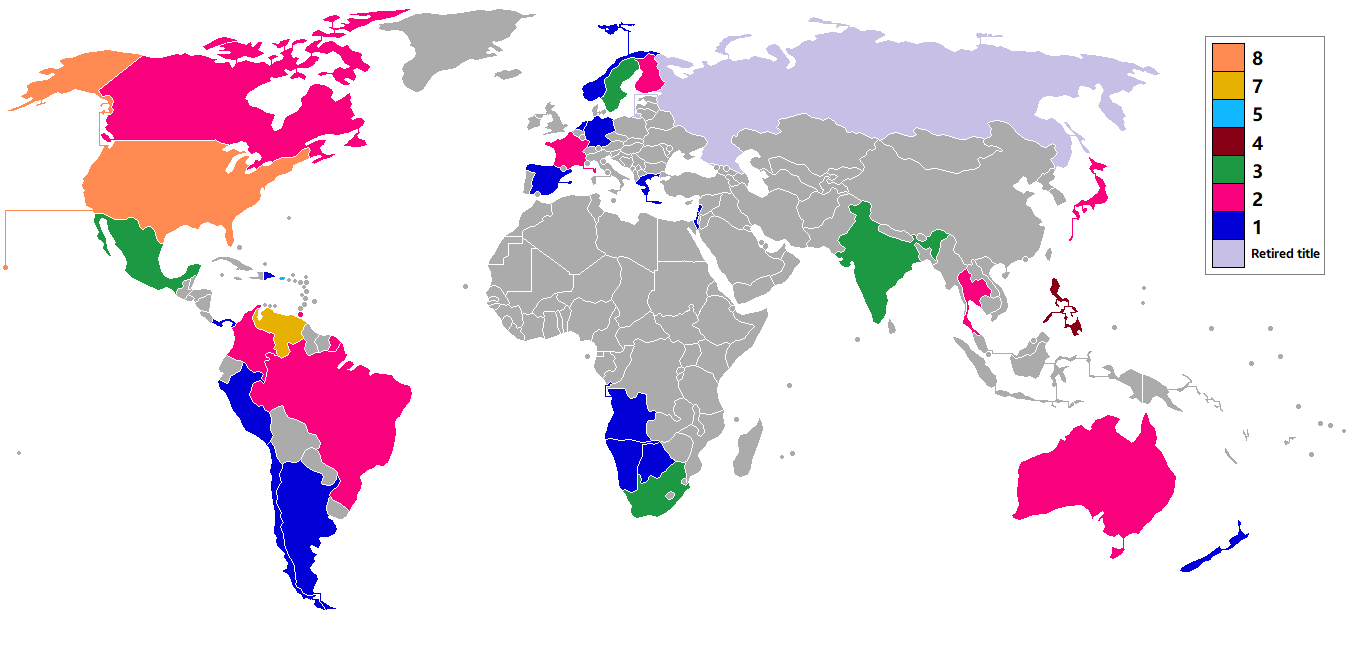
ミス・ユニバースを獲得した国と回数（ロシアは剥奪1回）

- ミス・ユニバース機構は2002年の優勝後にタイトルを剥奪したオクサーナ・フョードロワをミス・ユニバースと認めるのを拒否するが、一般的には彼女は元ミス・ユニバースとして見なされることが多く、母国ロシアでも「ミス・ユニバース2002」として扱われている。
- ミス・ユニバース2006のスレイカ・リベラは、優勝後約1年間、イベントを欠席するなどミス・ユニバースとしての仕事への態度があまり熱心でなかったことから、2008年彼女への批判があったことが判明した。だが、タイトル剥奪されることはなく、同年総合2位の日本代表・知花くらら（ナショナル・コスチューム部門最優秀賞）が、繰り上げ優勝となることはなかった。